# 77-es busz (Szeged)
A szegedi 77-es jelzésű autóbusz Baktó, Völgyérhát utca és a Személy pályaudvar között közlekedik. A 77A és 77Y jelzésű betétjáratai a Mars tér (autóbusz-állomás) és Baktó, Völgyérhát utca között közlekednek. A járatokat a Volánbusz Zrt. üzemelteti.

## Története
62-es
62-es jelzéssel autóbuszjárat közlekedett a Bartók térről Új-Petőfitelepre (1985-ben). A Bartók téri végállomás Mars térre történő áthelyezésekor a járat száma 72-esre változott.[mikor?]
Régi 72-es, 72Y
A régi 72-es mellett 72Y járat is közlekedett a Mars tér és Baktó között. A 72-est beolvasztották a 72Y-os járatba 2004. július 2-án, ezáltal két járat ment be tanítási napokon reggel Újpetőfitelepre.[forrás?]
72Y helyett 77-es
A 2-es villamos 2012 márciusi beindításakor létrejött új 72-es (Mars tér–Erdélyi tér) járat számával való egyezés miatt a 72Y járat jelzését 2012. április 10-étől 77-esre változtatták.
2015. augusztus 24-én összevonásra került a 11-es busszal, útvonala a Személy pályaudvarig hosszabbodott és betétjárata indult Baktó és Mars tér között 77A jelzéssel.
2016. június 16-tól elágazó járatot kapott 77Y jelzéssel, melynek végállomásai egyeznek a 77A betétjáratéval (Baktó és Mars tér), viszont ez a József Attila sugárúton keresztül közlekedik.

## Útvonala
| Baktó, Völgyérhát utca felé | Személy pályaudvar felé |
| --- | --- |
| Személy pályaudvar vá. – Szent Ferenc utca – Szentháromság utca – Bécsi körút – Moszkvai körút – Londoni körút – Mars tér – Párizsi körút – Berlini körút – Brüsszeli körút – Római körút – Szilléri sugárút – Tarján, Víztorony tér – Budapesti körút – József Attila sugárút – Algyői út – Ladványszky utca – Alkotmány utca – Völgyérhát utca – Baktó, Völgyérhát utca vá. | Baktó, Völgyérhát utca vá. – Völgyérhát utca – Alkotmány utca – Ladványszky utca – Algyői út – József Attila sugárút – Budapesti körút – Tarján, Víztorony tér – Szilléri sugárút – Római körút – Brüsszeli körút – Berlini körút – Párizsi körút – Mars tér – Londoni körút – Moszkvai körút – Bécsi körút – Szentháromság utca – Szent Ferenc utca – Személy pályaudvar vá. |

## Megállóhelyei
Az átszállási kapcsolatok között a Völgyérhát utca és a Kálvária sugárút között azonos útvonalon közlekedő 77A busz nincs feltüntetve!
| 0  | Baktó, Völgyérhát utca végállomás                               | 26 | 77Y |
| 1  | Bognár utca                                                     | 25 | 77Y |
| 2  | Kokárda utca                                                    | 24 | 77Y |
| 3  | Gyümölcs utca                                                   | 23 | 77Y |
| 4  | Diadal utca (↓) Alkotmány utca (↑)                              | 22 | 77Y Helyközi buszok |
| 5  | Szeged, Szélső sor                                              | 21 | 77Y Helyközi buszok |
| 7  | József Attila sugárút (Budapesti körút) (↓) Budapesti körút (↑) | 20 | 3, 3F, 4 77Y, 84, 90, 90F, 90H Helyközi buszok 1374, 1375, 1486, 1515, 1516 |
| 8  | Tarján, víztorony                                               | 19 | 10, 19 84, 90, 90F, 90H |
| 9  | Csillag tér (Budapesti körút)                                   | 17 | 9, 10, 19 20, 21, 24, 84, 90, 90F, 90H |
| 11 | Fecske utca                                                     | 15 | 10 84 |
| 12 | Római körút (Szilléri sugárút)                                  | 14 | 10 73, 73Y, 84 Helyközi buszok |
| 14 | Sándor utca (↓) Gál utca (↑)                                    | 13 | 3, 3F, 4 10 20, 24, 73, 73Y, 77Y Helyközi buszok |
| 15 | Berlini körút                                                   | 12 | 5, 8, 9, 10, 19 21, 73, 73Y, 77Y Helyközi buszok |
| 16 | Hétvezér utca                                                   | 10 | 5, 9, 19 21, 73, 73Y, 77Y |
| 19 | Mars tér (autóbusz-állomás)                                     | 8  | 5, 7, 7A, 9, 19 7F, 21, 60, 60Y, 64, 67, 67Y, 70, 71, 71A, 72, 72A, 73, 73Y, 74, 75, 76, 76Y, 77Y, 78, 78A, 79H Helyközi buszok 1374, 1375, 1441, 1503, 1504, 1506, 1507, 1510, 1513, 1515, 1516, 1517, 1518, 1841 |
| 21 | Kálvária sugárút                                                | 5  | 3, 3F 21, 36, 76 Helyközi buszok |
| 23 | Petőfi Sándor sugárút                                           | 3  | 4 21, 76Y Helyközi buszok |
| 24 | Bécsi körút                                                     | 2  | 20, 21, 24, 74 |
| 25 | Szent Ferenc utca                                               | 1  | 20, 21, 24, 74, 90 |
| 26 | Személy pályaudvar végállomás                                   | 0  | 1, 2 20, 21, 90 Helyközi buszok személyvonat, IC, gyorsvonat, expresszvonat |